# 三笠市
三笠市（日语：／ Mikasa shi */?）是位於日本北海道中部，空知綜合振興局的一個城市。境內多為山區，僅西部有較為開闊的河谷平原，主要市區也位於此處。東部的桂澤湖出產許多化石，如三笠海怪龍和菊石。市內的三笠市立博物館為全日本有名的收藏菊石化石的博物館。三笠市曾經因為開採煤礦而繁榮，不過隨著煤礦產業的沒落，人口也開始減少，現已成為全日本人口第三少的城市，人口數僅多於歌志內市與夕張市。
市名源自奈良市的若草山，由於山形呈現笠形，故別名為三笠山。據說1882年設立的空知集治監的後山的山形與奈良的三笠山相似，被關在此的囚犯便稱之為為三笠山。1906年幌內村、幾春別村和市來知村合併時，便以此山之名作為新的村名，成為三笠山村；1942年改制為町時，更名為現在的名稱「三笠」。

## 人口
| 三笠市人口分布圖 |                                               |  |
| 三笠市與日本全國年齡別人口分布比較圖 （2005年資料） | 三笠市的年齡、男女別人口分布圖 （2005年資料） |  |
| ■紫色是三笠市 ■綠色是全国 | ■藍色是男性 ■紅色是女性                       |  |
| 三笠市人口變化 \| 1970年 \| 40,553人 \| \| \| 1975年 \| 25,749人 \| \| \| 1980年 \| 23,319人 \| \| \| 1985年 \| 21,511人 \| \| \| 1990年 \| 17,049人 \| \| \| 1995年 \| 15,116人 \| \| \| 2000年 \| 13,561人 \| \| \| 2005年 \| 11,927人 \| \| \| 2010年 \| 10,225人 \| \| \| 2015年 \| 9,076人 \| \| \| 2020年 \| 8,040人 \| \| |                                               |  |
| 資料來源：日本總務省統計中心提供之人口普查數據 |                                               |  |
| 1970年 | 40,553人                                      |  |
| 1975年 | 25,749人                                      |  |
| 1980年 | 23,319人                                      |  |
| 1985年 | 21,511人                                      |  |
| 1990年 | 17,049人                                      |  |
| 1995年 | 15,116人                                      |  |
| 2000年 | 13,561人                                      |  |
| 2005年 | 11,927人                                      |  |
| 2010年 | 10,225人                                      |  |
| 2015年 | 9,076人                                       |  |
| 2020年 | 8,040人                                       |  |

## 歷史
最早於1868年即現在的幌內地區發現煤礦，但直到1879年才開始開採幌內煤礦，這也是北海道第一座開採的煤礦；1882年官營幌內鐵道全線通車，設在此地設立了置幌內車站和幌內太車站，此段路線也是北海道內最早使用蒸氣火車頭的鐵路。同年6月，在此設立了空知集治監。
1906年4月，幌內村、幾春別村和市來知村合併為三笠山村，1942年9月改制並改名為三笠町，1957年4月進一步升格為三笠市；但此後由於煤礦產業的衰退，人口開始減少，各煤礦礦坑也陸續停止營運，北海道歷史最久的煤礦－幌內煤礦在經歷107年後，最後也在1989年關閉。由於人口仍持續減少，在2012年10月後人口數已跌破1萬人，甚至曾經一度成為全日本人口第二少的市級行政區劃。

## 產業
目前當地的主要產業為農業與工業，特產包括三笠哈密瓜、三笠西瓜 和三笠洋蔥等。

## 交通

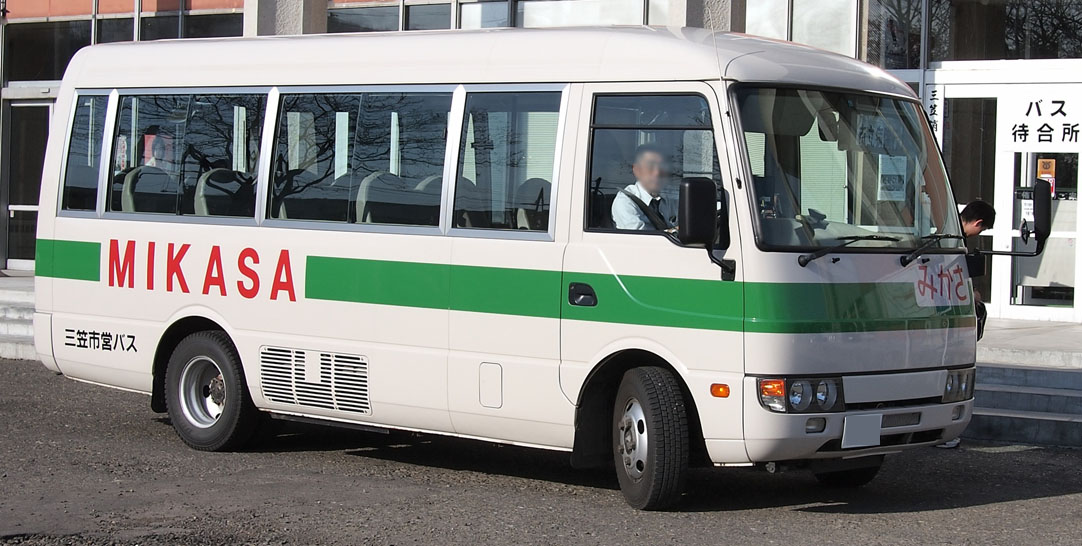
三笠市營巴士

轄內現在沒有鐵路路線通過，但由於本地擁有北海道最早開採的煤礦，過去曾有北海道最早開設的鐵路路線，可自札幌連結本地的煤礦區；隨著北海道的鐵路路線逐漸普及，轄內的路段後來成為幌內線，可往西接往岩見澤市市區，但隨本地煤礦產業的衰落，運量需求逐漸減少。1987年國鐵分割民營化後，此段鐵路也在1988年停止營運，往返岩見澤市的交通則改由北海道中央巴士負責，市內部分則由三笠市營巴士負責。此外在幾春別地區過去還曾有為砍筏山中木材所設立的森林鐵道，但隨著山區道路的普及，此段鐵路也在1955年停止使用。公路部分道央自動車道從主要市區的西側以南北向通過，並設有三笠交流道。

### 過去曾經存在的鐵路
- 北海道旅客鐵道
  - 幌內線：（岩見澤市） - 萱野車站 - 三笠車站 - 唐松車站 - 彌生車站 - 幾春別車站
    - 貨物支線：三笠車站 - 幌內住吉車站 - 幌內車站

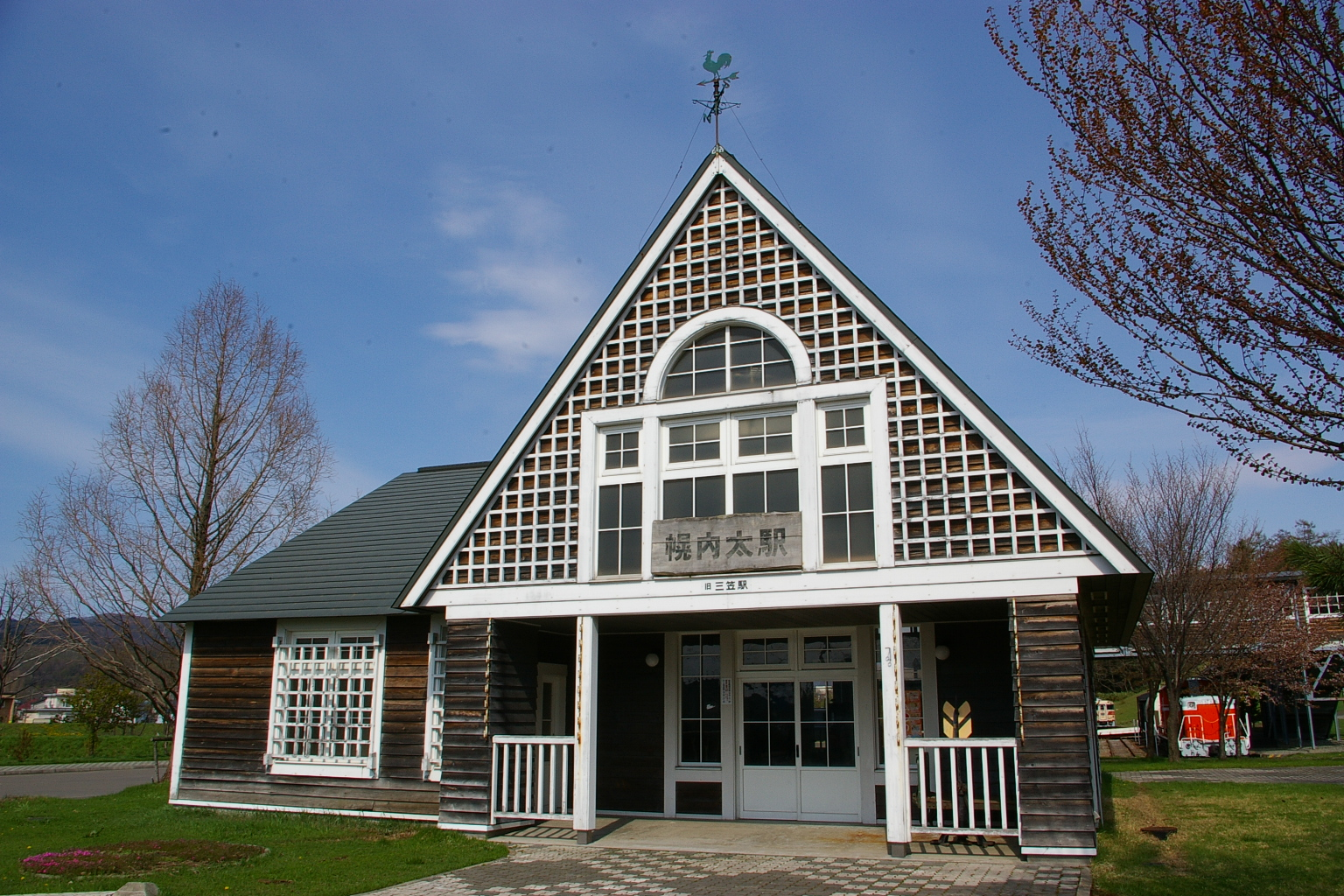
重建的幌內太車站（最早的三笠車站）
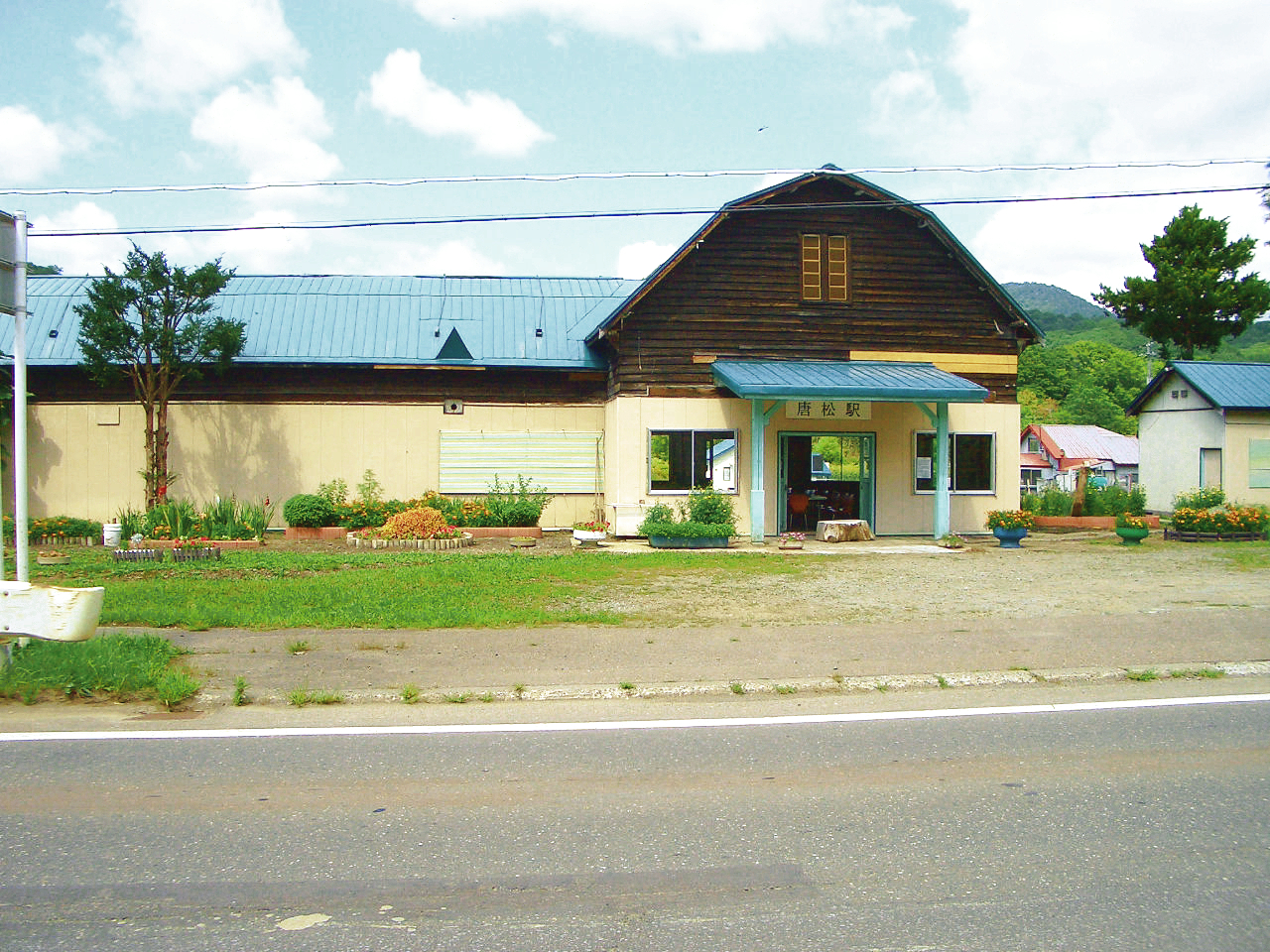
唐松車站

## 觀光景點

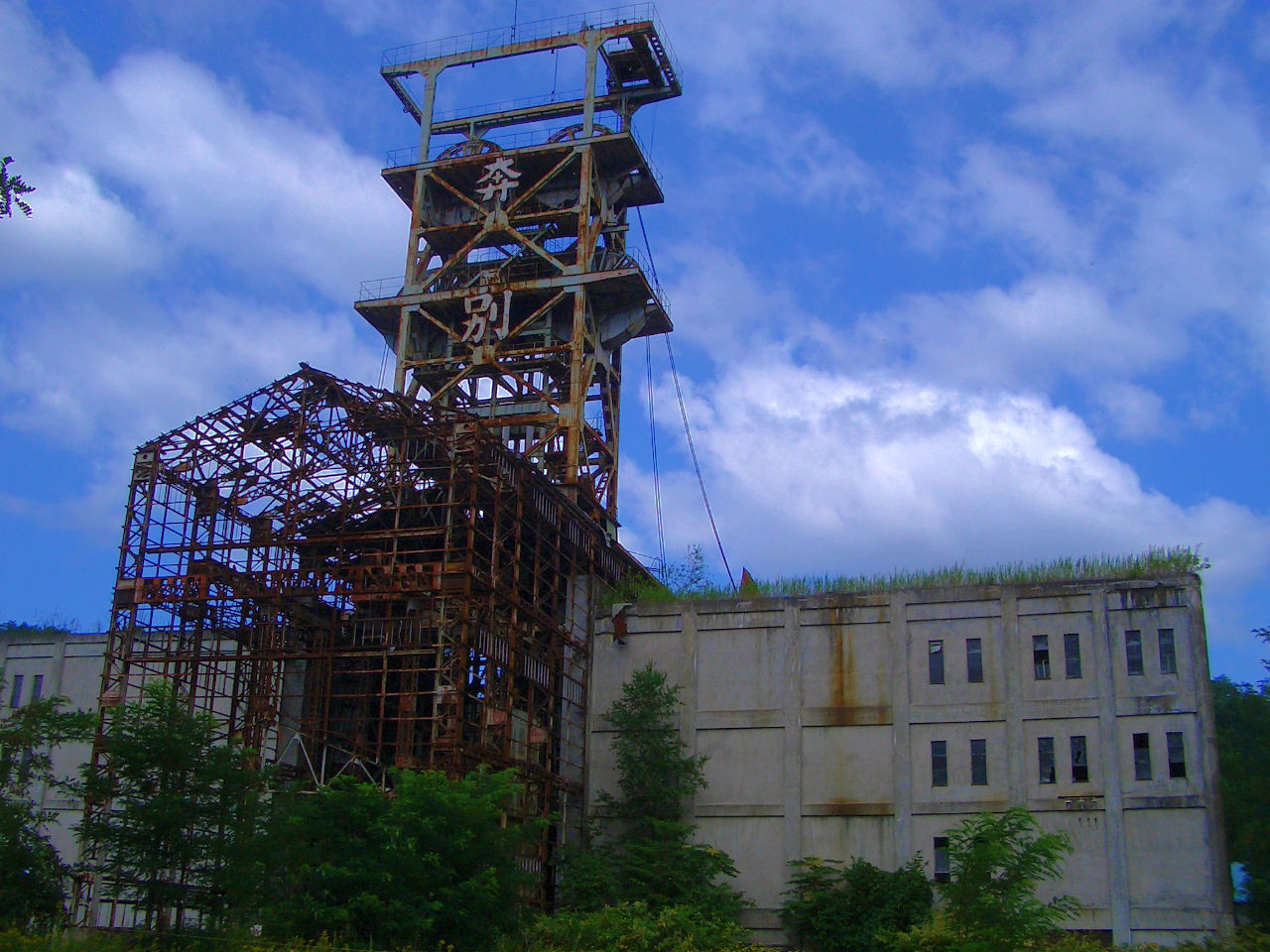
舊住友奔別煤礦立坑櫓

### 觀光
- 湯之元溫泉
- 桂澤溫泉
- 西桂澤溫泉
- 三笠溫泉
- 三笠鐵道記念館
- 三笠市立博物館
- 富良野、蘆別道立自然公園桂澤湖
- 達布山展望台
- 三笠山（觀音山）
- 空知集治監磚造煙囪
- 煤礦歷史遺跡

### 祭典
- 三笠孩童雪祭（二月）
- 三笠梅祭（五月）
- 三笠幾春別川杯（六月）
- 北海盆唄全國大會（七月）
- 三笠水庫慶典、三笠遊園祭（八月）
- 三笠北海盆舞、煙火大會（八月）
- 三笠祭（市來知神社祭典、九月）
- 三笠桂澤紅葉祭（十月）

## 教育
過去轄內曾經擁有3所高中、9所中學校、13所小學校，但隨著人口的減少，學校也不斷地遭到裁撤，其中僅存的高中－北海道三笠高等學校也一度遭到北海道政府的裁撤，後由三笠市政府接手經營後才繼續存在；目前全市僅剩下北海道三笠高等學校、三笠中學校、萱野中學校、三笠小學校、岡山小學校五間學校。

## 姊妹市・友好都市

### 海外
- 自贡市（中華人民共和國四川省）

## 本地出身之名人
- 今野敏：小説家
- 大和屋巖：畫家
- 倉橋ルイ子：歌手
- 小日向文世：俳優

## 外部連結
- （日語） 三笠市政府（页面存档备份，存于）
- （日語） 三笠市的觀光（页面存档备份，存于）
- （日語） 三笠鐵道村（页面存档备份，存于）